# Metamenophra inouei
Metamenophra inouei är en fjärilsart som beskrevs av Sato 1987. Metamenophra inouei ingår i släktet Metamenophra och familjen mätare. Inga underarter finns listade i Catalogue of Life.